# Mária (film, 2024)
A Mária (eredeti cím: Mary) 2024-ben bemutatott brit–amerikai történelmi film, amelyet D. J. Caruso rendezett. A főbb szerepekben Noa Cohen, Ido Tako és Anthony Hopkins látható.
A film 2024. december 6-án jelent meg a Netflixen.

## Cselekmény
Mária, a fiatal zsidó lány, aki Názáretben él szüleivel, Annával és Joachimmal, a templomban mutatkozik be, hogy felkészüljön Józseffel való házasságára. Jézus inkarnációja és születése után Mária rejtőzködni kényszerül. Amikor Nagy Heródes elrendeli az ártatlanok lemészárlását, Mária és József Egyiptomba menekül kisfiukkal, Jézussal.

## Szereplők
| Szerep            | Színész                | Magyar hang        |
| ----------------- | ---------------------- | ------------------ |
| Mária             | Noa Cohen              | Mikecz Estilla     |
| Mária             | Mila Harris (fiatalon) | Koch-Bulla Zelda   |
| József            | Ido Tako               | Czető Roland       |
| Joákim            | Ori Pfeffer            | Kálid Artúr        |
| Anna              | Hilla Vidor            | Kubik Anna         |
| Gábriel           | Dudley O’Shaughnessy   | Posta Victor       |
| Nagy Heródes      | Anthony Hopkins        | Fodor Tamás        |
| Salomé            | Stephanie Nur          | Bogdányi Titanilla |
| Marcellus         | Gudmundur Thorvaldsson | Kárpáti Levente    |
| Erzsébet          | Keren Tzur             | Németh Kriszta     |
| Lévi              | Charley Boon           | Dózsa Zoltán       |
| Malakiás          | Milo Djurovic          | Orosz Gergely      |
| Sára              | Jade Croot             | Mics Ildikó        |
| Jonatán           | Tarrick Benham         | Szabó Andor        |
| Anna, a prófétanő | Susan Brown            | Menszátor Magdolna |
| Baba ben Buta     | Mehmet Kurtuluş        | Debreczeny Csaba   |
| Sátán             | Eamon Farren           | Ágoston Péter      |
| Étán              | Zak Robertson          | Kuttner Bálint     |

### Magyar változat
- Magyar szöveg: Vajda Evelin
- Hangmérnök: Bederna László
- Vágó: Pilipár Éva
- Gyártásvezető: Vigvári Ágnes
- Szinkronrendező: Orosz Ildikó
- Produkciós vezető: Fekete Márk

A szinkront a Direct Dub Studios készítette el.

## A film készítése
D. J. Caruso Máriáról, valamint szüleiről, Annáról és Joachimról a János evangéliumból merített forrásanyagokat. Timothy Michael Hayes 2020-ban írta az eredeti forgatókönyvet, miután konzultált különböző keresztény, zsidó és muszlim vallási vezetőkkel és tanítványokkal. A forgatókönyv a végleges változat előtt 74 vázlaton ment keresztül.
Körülbelül 75 nő jelentkezett Mária szerepére, mielőtt az újonc Noa Cohenre esett a választás. Caruso kijelentette: „Fontos volt számunkra, hogy Máriát, valamint a főszereplők többségét Izraelből válasszuk ki, a hitelesség érdekében”. A döntés, hogy izraeli színészeket választottak a palesztin színészek helyett, később visszatetszést váltott ki a közösségi médiában.
A forgatás Marokkóban zajlott, és 2024 áprilisában fejeződött be.

## Bemutató
A Netflix 2024 szeptemberében vásárolta meg a filmet forgalmazásra. A forgatási képsorokat 2024. október 15-én, az előzetest pedig 2024. november 12-én tették közzé. A filmet 2024. december 6-án mutatták be.